# Fabian Hürzeler
Fabian Hürzeler (Houston, 26 februari 1993) is een voetbaltrainer met zowel de Duitse, Amerikaanse als de Zwitserse nationaliteit. Hij is een voormalig profvoetballer. Hij werd in juni 2024 hoofdtrainer bij Brighton & Hove Albion.

## Carrière

### Voetballer
Hürzeler kwam in zijn jeugdjaren uit voor Bayern München en werd geselecteerd voor diverse Duitse nationale jeugdelftallen. In zijn tijd bij de senioren speelde hij voor verschillende Duitse clubs waaronder de tweede elftallen van Bayern München, TSG 1899 Hoffenheim en 1860 München. In 2016 ging hij op het vijfde Duitse niveau voetballen bij FC Pipinsried en werd hij op 21-jarige leeftijd speler/coach. Hij sloot zijn voetbalcarrière uiteindelijk af bij Eimsbütteler TV terwijl hij ondertussen werkzaam was als assistent-trainer bij FC St. Pauli.

### Voetbaltrainer

#### Duitse bond
In de periode dat Hürzeler actief was als speler/coach bij FC Pipinsried startte hij als assistent-trainer bij de DFB. Hij begon onder Meikel Schönweitz bij Duitsland –20. Een seizoen later was hij assistent bij Christian Wörns bij Duitsland –18. In deze periode kreeg hij te maken met spelers als Finn Dahmen, Manuel Wintzheimer, Nico Schlotterbeck en Salih Özcan.

#### St. Pauli
In de zomer van 2020 maakte Hürzeler de overstap naar FC St. Pauli waar hij de assistent werd van Timo Schultz. Hij tekende een tweejarig contract tot 2022. In februari 2022 begon hij aan zijn opleiding als hoofdcoach. Voor de start van het seizoen 2022/23 werd zijn contract verlengd. Een half jaar later in december werd Schultz wegens teleurstellende resultaten door de Hamburger clubleiding ontslagen. De club koos voor Hürzeler als zijn opvolger. Op 29 januari zat hij tijdens de uitwedstrijd tegen 1. FC Nürnberg voor de eerste keer als hoofdcoach in het betaalde voetbal op de bank. Door een doelpunt van Jakov Medić werd met 0-1 gewonnen. De daaropvolgende negen wedstrijden werden eveneens gewonnen en pas in zijn elfde wedstrijd liep hij tegen zijn eerste puntverlies aan. In de thuiswedstrijd tegen Eintracht Braunschweig werd met 1-2 verloren. Met deze reeks zorgde Hürzeler voor een nieuw record door als eerste nieuwe trainer tien wedstrijden op rij te winnen. Door onder andere deze reeks klom St. Pauli van de degradatieplaatsen naar uiteindelijk de vijfde plaats in de competitie.
In het seizoen 2023/24 trok Hürzeler deze lijn door en bleef hij met St. Pauli tot de 21e competitieronde ongeslagen. Op 10 februari 2024 werd voor de eerste keer verloren tijdens de uitwedstrijd tegen 1. FC Magdeburg. In de MDCC-Arena maakte Baris Atik in de 72e minuut na een voorzet van Xavier Amaechi het enige doelpunt van de wedstrijd. De reeks werd daarna doorgezet waarbij op 23 februari een belangrijke stap richting het kampioenschap werd gezet door een 3-4 uitoverwinning op naaste concurrent Holstein Kiel. Met twee doelpunten had Oladapo Afolayan een belangrijk aandeel in de overwinning in het Holstein-Stadion. In maart werd zijn contract verlengd.

#### Brighton & Hove Albion
Desalniettemin maakte Hürzeler in juni 2024 de overstap naar het Engelse Brighton & Hove Albion. Hier tekende hij een driejarig contract en werd hij de jongste hoofdtrainer ooit in de Premier League.

## Statistieken
| Van                         | Tot | Club         | Duels | W  | G  | V | Pt  | Ratio |
| --------------------------- | --- | ------------ | ----- | -- | -- | - | --- | ----- |
| 29.01.2023                  | -   | FC St. Pauli | 48    | 32 | 11 | 5 | 107 | 2,23  |
| Bijgewerkt tot 1 april 2024 |     |              |       |    |    |   |     |       |

## Persoonlijk
Hürzeler heeft een Duitse moeder en Zwitserse vader. Hij is geboren Houston in de Verenigde Staten waarheen zijn ouders waren geëmigreerd en ze een tandartspraktijk waren gestart. Hij was drie jaar oud toen zijn ouders terug naar Europa vertrokken en hij uiteindelijk in München terecht kwam. Hij groeide op in de wijk Daglfing.